# Fernando César de Souza
Fernando César de Souza, kurz Fernando, (* 12. September 1980 in Jardinópolis) ist ein brasilianischer Fußballspieler, der vier Spielzeiten beim FC St. Gallen in der Axpo Super League unter Vertrag stand.

## Karriere
Fernando stand von 1999 bis 2001 beim SC Kriens unter Vertrag und hatte dort seine ersten Einsätze in der Nationalliga B. Von 2002 bis 2003 spielte er in Brasilien für Comercial FC in Ribeirão Preto. 2003 ging er zum FC Schaffhausen, bei dem er in zahlreichen Spielen auflief. Er spielte mit Schaffhausen drei Jahre in der Super League und ging nach dem Abstieg 2007 zum FC St. Gallen. Auch dort wurde er zu einem wichtigen Spieler und absolvierte viele Einsätze.